# Třída LCU 1
Třída LCU 01 je třída vyloďovacích člunů postavených pro Japonské námořní síly sebeobrany. Celkem byly postaveny dvě jednotky této třídy. Jejich úkolem je především provádění vyloďovacích operací a přeprava vojáků, nákladu a různého vybavení na vzdálený ostrov.

## Stavba
Vývoj a stavba této třídy byly objednány v 1986. Plavidla navrhla a postavila japonská loděnice Sasebo Heavy Industries v Sasebo.
Jednotky třídy LCU 01:
| Jméno             | Zahájení stavby | Spuštěna      | Vstup do služby | Status                |
| ----------------- | --------------- | ------------- | --------------- | --------------------- |
| LCU 01 (LCU-2001) | 11. května 1987 | 9. října 1987 | 17. března 1988 | vyřazen 7. dubna 2022 |
| LCU 02 (LCU-2002) | 15. května 1991 | 7. října 1991 | 11. března 1992 | aktivní               |

## Konstrukce

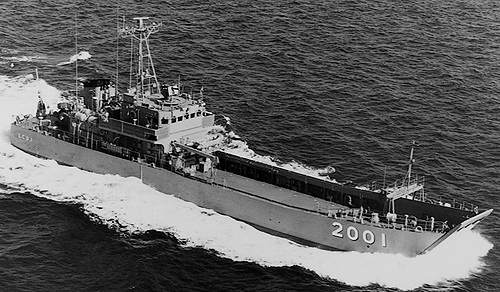
LCU 01

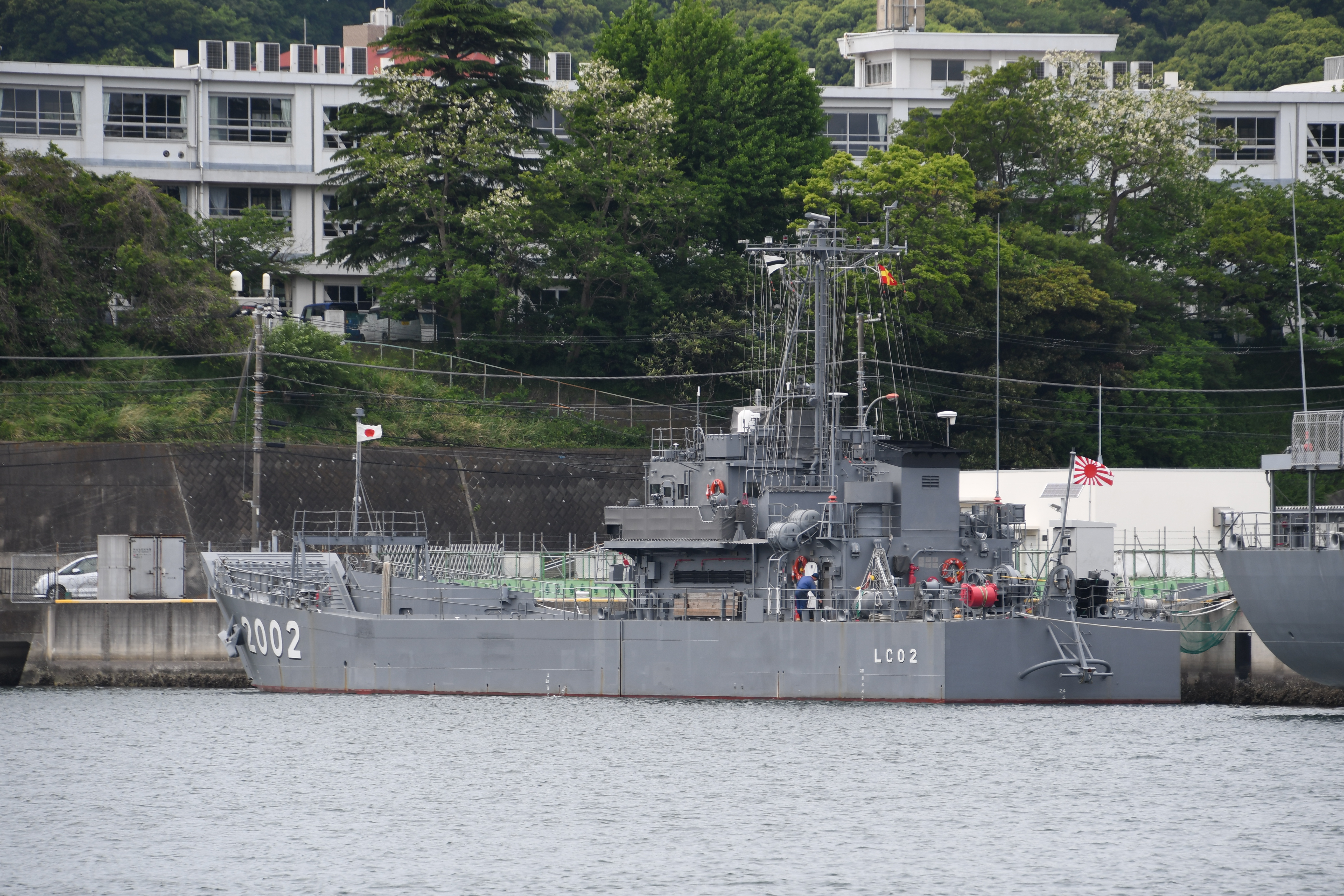
LCU 02

Plavidla konstrukčně vycházejí z vyloďovacích člunů třídy Jura. Mají nosnost až 25 tun nákladu a 200 vojáků. Nesou jeden rotační 20mm kanón JM61 Sea Vulcan ovládaný člověkem na můstku. Pohonný systém tvoří dva diesely Mitsubishi S6U-MTK, každý o výkonu 6000 hp, pohánějícím dva lodní šrouby. Nejvyšší rychlost dosahuje 12 uzlů. Dosah je 1706 námořních mil při rychlosti 10 uzlů.